# Diapedese
A diapedese (Grego DIAPÉDESIS, “ato de saltar através”, DIA, “através”, mais PEDAN, “pular, saltar”) é a passagem dos leucócitos do sangue para o tecido conjuntivo. Faz-se atravessando os vasos capilares. A diapedese ocorre quando há um dano tecidual (infeccioso e/ou inflamatório) que gera a liberação de substancias vasoativas e quimiotáticas para o vaso sanguíneo que induz a expressão de moléculas de adesão e a vaso dilatação, os leucócitos vão começar o processo de rolamento, se ligar com as moléculas de adesão e irão para o espaço intersticial realizarem a fagocitose. Este processo ocorre quando uma parte do organismo fica lesionada. Também pode ocorrer passagem dos componentes do sangue para o espaço intersticial formando edemas e em casos patológicos, como a diátese hemorrágica.
Resumidamente, a diapedese é a saída dos glóbulos brancos dos vasos sanguíneos.
Por quimiotaxia, os neutrófilos e monócitos são atraídos até o local da inflamação, passando a englobar (emitindo pseudópodes) e a destruir  os agentes invasores. Este fenômeno designa-se fagocitose. 
A diapedese e a fagocitose fazem dos macrófagos a linha de frente no combate às infecções.